# 秋田県特別支援学校一覧
秋田県特別支援学校一覧（あきたけんとくべつしえんがっこういちらん）は、秋田県の特別支援学校の一覧。

## 概要
2007年の特別支援学校制度の開始と同時に秋田大学附属養護学校のみ特別支援学校に改称しており、その後も2010年に新規開校した秋田きらり支援学校以外の秋田県立の特別支援学校は旧名称のままとなっていたが、2016年度より、すべての県立特別支援学校が「支援学校」を冠する校名に変更された。併せて、各分校は「○○校」の形式に変更された（旧大曲養護学校せんぼく分教室は、厳密には分教室閉校・新規分校設置扱いではあるが、この年に分教室から旧来の分校相当の扱いに変更されたため、新設の分校はこれに準じた名称となった）。

## 国立特別支援学校
- 秋田大学教育文化学部附属特別支援学校

## 県立特別支援学校（視覚障害）

### 秋田市
- 秋田県立視覚支援学校（2010年、新設された秋田きらり支援学校と同一地に移転。）

## 県立特別支援学校（聴覚障害）

### 秋田市
- 秋田県立聴覚支援学校（2010年、新設された秋田きらり支援学校と同一地に移転。）

## 県立特別支援学校（知的障害）

### 秋田市
- 秋田県立栗田支援学校

### 鹿角市
- 秋田県立比内支援学校かづの校

### 大館市
- 秋田県立比内支援学校

### 北秋田市
- 秋田県立比内支援学校たかのす校

### 能代市
- 秋田県立能代支援学校

### 潟上市
- 秋田県立支援学校天王みどり学園

### 由利本荘市
- 秋田県立ゆり支援学校

### 大仙市
- 秋田県立大曲支援学校

### 仙北市
- 秋田県立大曲支援学校せんぼく校

### 横手市
- 秋田県立横手支援学校

### 湯沢市
- 秋田県立稲川支援学校

## 県立特別支援学校（肢体不自由）

### 秋田市
- 秋田県立秋田きらり支援学校

## 県立特別支援学校（病弱・身体虚弱）
令和5年度現在、該当学校はないが、秋田県立秋田きらり支援学校が病弱教育のセンター的機能を担っている。

## 廃校
ここで示した自治体名は、現行の自治体名。

### 秋田市
- 秋田県立養護学校秋田分校（1974年廃校。当時の秋田赤十字病院に併設されていた。本荘分校を独立のうえで設置された、当時の秋田県立本荘養護学校へ移管）…病弱
- 秋田県立秋田養護学校栗田分校（1986年廃校。新たに設置された秋田県立栗田養護学校（現・秋田県立栗田支援学校）へ移管）…知的障害
- 秋田県立秋田養護学校（2010年廃校。新たに設置された秋田県立秋田きらり支援学校へ移管）…肢体不自由
- 秋田県立勝平養護学校（2010年廃校。新たに設置された秋田県立秋田きらり支援学校へ移管）…肢体不自由

### 大館市
- 秋田県立養護学校大館分校（1974年廃校。当時の大館市立総合病院に併設されていた）…病弱

### 由利本荘市
- 秋田県立本荘養護学校（2004年廃校）…病弱
- 秋田県立ゆり支援学校道川分教室（2023年廃室。秋田県立秋田きらり支援学校が院内学級を設置して訪問教育で代替、在籍生徒を転学させる）…病弱

### 仙北市
- 秋田県立大曲養護学校せんぼく分教室（2016年廃室。新たに設置された秋田県立大曲支援学校せんぼく校へ移管）…知的障害

### 男鹿市
- 秋田県立秋田養護学校南秋分教室（2003年廃室。新たに設置された秋田県立養護学校天王みどり学園（現・秋田県立支援学校天王みどり学園）へ移管）…知的障害

## リンク
- 秋田県教育委員会